# Brezine (Lipik)
Brezine su naselje u Republici Hrvatskoj u Požeško-slavonskoj županiji, u sastavu grada Lipika.

## Zemljopis
Brezine se nalaze zapadno od Lipika, susjedna naselja su Kukunjevac na istoku, Janja Lipa na jugu te Gaj na zapadu.
Prostiru se na brežuljku u dužini od pet kilometara. Na zapadnoj strani, paralelno sa selom, na udaljenosti oko 500 metara teče rijeka Bijela. 

## Povijest
Na rijeci se nalazi mlin obitelji Lončareviċ. Sada je njegov vlasnik Krešimir Lončareviċ. Mlin ima dugogodišnju tradiciju. Spominje se u Školskoj spomenici od 1897. godine kao "mlin kojeg su vlasnici "ketuši", njih 100 na broju." Početkom XIX stoljeċa mlin preuzima obitelj Lončareviċ. Najprije Šima, koji 1914. godine gradi novi mlin, a nakon njegove tragične smrti utapanjem 1920. god., mlin nasljeđuje njegov brat Stanko. Kao mlinar u mlinu radi Kocijan kod kojega Stankov unuk Andrija naukuje za mlinara. Nakon završenog zanata, Andrija preuzima mlin. Godine 1954. Andrija gradi novi mlin u kojem radi do svoje osamdesete godine. Andrijin sin Franjo polaže također za mlinara i pomaže ocu u mlinu. Godine 1990. uz pomoċ brata Stjepana iz Njemačke, uvozi Franjo cjelo postrojenje za mlin. Poslije Domovinskog rata 1992. god. vrši rekonstrukciju mlina, čiji kapacitet se poveċava na 5 tona u 24 sata. Nakon rekonstrukcije u radu mlina sudjeluje Franjin sin Krešimir, današnji vlasnik.

U gore spomenutoj "Školskoj spomenici" sela Brezine, koju je započeo pisati prvi učitelj u Brezinama g. Luka Lukiċ 1897. god., zapisani su povijesni podatci koje ovdje prenosim u vlastitoj obradi.

Selo je postojalo još za turskih vremena, ali ne gdje je sada nego na području gdje prolazi pruga u njivama "Varošine". Prigodom dubljeg oranja tu se izoru stare opeke. Također kod gradnje pruge, 1897. god. naišlo se na mnogo opeka. Na podnožju brda zvanog Bujavica, iznad oranica "Slatina" bio je stari grad, koji je tokom vremena razrušen.

Na sadašnjem mjestu selo se vjerojatno formiralo početkom XVIII stoljeċa. Mjesto Brezine spominje se 1736. godine u popisu gospodarstava za vojvodaluk Subocka (Finanz-u. Hofkammerarchiv, Wien, Konskriptionen, Fasz. 41 A, Nro 34). Drvena kapela  sv. Andrije, spominje se prvi puta 1757 godine u kanonskim vizitacijama. Prema opisu seoskog učitelja Luke Lukiċa u "Školskoj spomenici" godine 1866. selo je imalo 24 kuće, a 1897. god. ima selo 100 kuća. Ime Brezine, selo je vjerojatno dobilo po šikarju u kojem najviše raste breza, a koje se u to vrijeme proteže istočno od sela sve do željezničke pruge.
- Kronološki navodi važnih događaja u selu
- 09.IX 1897. godine započela radom prva osnovna škola pod vodstvom prvog učitelja Luke Lukiċa. Nastava se održava u iznajmljenoj kući Marka Miletića, koja ni po čemu ne odgovara školskoj učionici.
- 27.XI 1897. godine otvorena pruga Banova Jaruga - Pakrac sa stanicom u Brezinama.
- Novu školsku godinu 1900/1901 započima novi učitelj Janko Truban.
- 08.IX 1901. god. na dan Male Gospe otvorena je i posveċena nova škola i učiteljev stan.
- 1901. god. od 09.IX do 01.XII naukuje učiteljica Alojzija Hirin.
- Od 01.XII 1901. god. dolazi učitelj Marko Zuboviċ i službuje do kraja travnja 1911 god. Od travnja do listopada nastavu održava Vjekoslava Bošnjaković. Od listopada 1911. god. do travnja 1912. god. Franjo Janečko.
- Školska godina 1912/1913. započela je 1. listopada 1912. s novim učiteljem Dragutinom Šešerinac.
- 1914. god. upisana je škola kao član III reda društva Sv. Jeronima u Zagrebu. Ukinuta ćirilica u pučkoj školi.
- 1918. god. u studenom umrlo 30 odraslih i 3 učenika od španjolske groznice.
- Nakon 12 god. službovanja,03.01.1924. god umro je D. Šešerinac i sahranjen u Brezinama.
- 1924. god. 21. veljače na školu dolazi učitelj Anton Hadviger.
- 1932. god. ukinuta je "Opetovnica" ili "Narodna škola", kako su je službeno nazvali 1930. god.
- 1934. god. počinje izgradnja ceste kroz selo. Radovi traju četiri godine i tek 1937. god., cesta je izgrađena do željezničke stanice. Predsjednik općine Kukunjevac Milan Jovanović nije imao interesa da se cesta dovrši.
- 1934. god. 5. travnja osniva učitelj Hadviger vatrogasno društvo, koje ima 30 članova. Ovaj datum nije priznat, jer društvo nije bilo propisno registrirano. Kao godina osnivanja vodi se 1936.
- 1936. godine u Brezine dolazi učitelj Franjo Loriš. On osniva tamburaški zbor i kupuje 10 tamburica.
- 1940. godine vodi se akcija za izgradnju seoskog doma, ali to će se ostvariti tek nakon II svjetskog rata.

Ovu Školsku spomenicu zvršava učitelj Loriš 1941. godine. Navodim njegove riječi u originalu, jer me jako podsjećaju na govore i obećanja iz 1991. godine, izgovorene od hrvatskih političara.

"Školska godina (1941. op.moja) započela je po prvi puta u Nezavisnoj Državi Hrvatskoj 1. rujna. Ostvario se dugogodišnji san Zvonimira i Tomislava, Zrinskih i Frankopana i postasmo gospodari svoji na svome. Nestalo je diktatora i ugnjetivača, pa u slobodnoj i Nezavisnoj Državi Hrvatskoj krenuće se i u školstvu novim putem. Taj put će biti samo na dobro i uljudbene boljitke naše mladeži i cijelog Hrvatskog naroda, dao Bog da bude tako!"

## Stanovništvo
Navodi iz knjige "Stanovništvo i vlastelinstva u Slavoniji 1736. god." izdao Ivo Mažuran

Po nalogu Hamiltonove komisije proveden je 31. prosinca 1736. godine popis naselja i stanovništva na području vojvodaluka i vlastelinstva Subocka. Selo Brezine spadalo je u taj okrug.

U popisu se navode pojedinačna imena nositelja domaċinstava kao i njihovo imovinsko stanje. Andrija Matkoviċ, Mato Ochovaz, Petar Lončar, Juro Toropolec, Nikola Jakovac, Anton Nikoliċ, Matija Mutafija, Miško Lončareviċ, Matija Lipoviċ, Jure Herakoviċ, Tomo Jurkoviċ, Pero Pančiċ, Gašpar Petroviċ, Matija Boliċ, Stjepan Pipaloviċ.

Selo Brezine ukupno: domaċinstava i kuċa 15, očeva porodice 15, oženjeni brat i sin 1, brat i sin s navršenih 15 gog. 1, konja 4, volova 14, krava 17, svinja 20, oranic 30 jutara, livada 1 kosac, vinograda 10 motika, šljiva 95 stabala, meljave u mlinu 6½ dana.

Koliki je stvarni broj stanovnika u selu, iz ovog popisa nije vidljivo.

Prema popisu stanovništva iz 2011. godine Brezine su imale 221 stanovnika.
| broj stanovnika | 245   | 287   | 342   | 542   | 595   | 657   | 625   | 698   | 646   | 644   | 555   | 468   | 374   | 308   | 261   | 221   | 184   |
|                 | 1857. | 1869. | 1880. | 1890. | 1900. | 1910. | 1921. | 1931. | 1948. | 1953. | 1961. | 1971. | 1981. | 1991. | 2001. | 2011. | 2021. |